# Огласительное слово Иоанна Златоуста

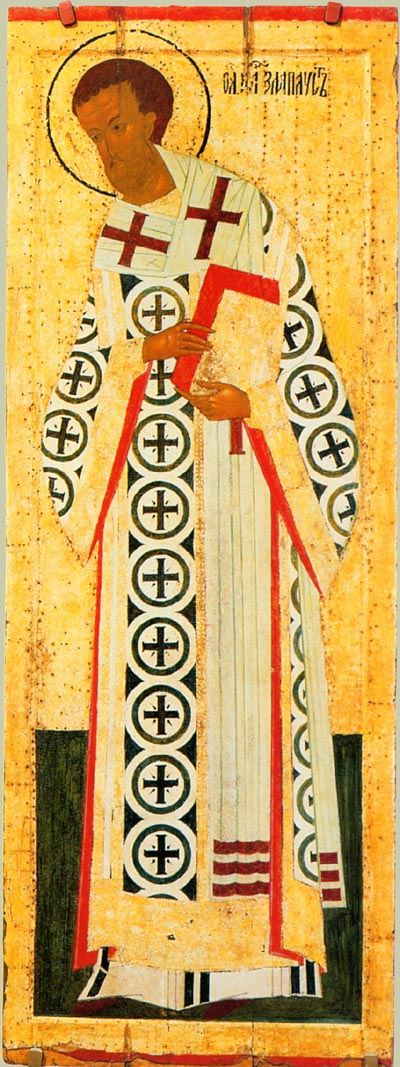
Иоанн Златоуст (икона мастерской Дионисия)

Слово огласительное во святый и светоносный день преславного и спасительного Христа Бога нашего Воскресения — огласительное слово, приписываемое святителю Иоанну Златоусту. В Православной церкви читается на пасхальной заутрене после того как верующие целуют друг друга, делясь своей радостью в честь празднования Воскресения Иисуса Христа. Чтение «Слова…» — один из самых торжественных и запоминающихся моментов ночной пасхальной службы. Большинство современных учёных считает это слово не принадлежащим святителу Иоанну Златоусту
В богослужебном уставе указание о чтении «Огласительного слова» известно с IX-X веков. В XI веке оно уже известно из текста Студийского устава. В русских богослужебных уставах оно известно с XVI века.
Торжественное Огласительное слово выражает всеобъемлющий и всепрощающий характер праздника Пасхи:

Постившиися и не постившиися, возвеселитеся днесь. Трапеза исполнена, насладитеся вси. Телец упитанный, никтоже да изыдет алчай; вси насладитеся пира веры; вси восприимите богатство благости. Никтоже да рыдает убожества: явися бо общее Царство. Никтоже да плачет прегрешений, прощение бо от гроба возсия. Никтоже да убоится смерти, свободи бо нас Спасова смерть.
Перевод
Постившиеся и непостившиеся, возвеселитесь сегодня. Трапеза полна, насладитесь все. Телец велик, пусть никто не уйдет голодным. Все наслаждайтесь пиром веры; все вкусите от богатства благости. Пусть никто не рыдает о своей бедности, ибо настало царство для всех. Пусть никто не скорбит о грехах, потому что из гроба воссияло прощение. Пусть никто не страшится смерти, ибо освободила нас смерть Спасителя.

Завершается Слово известной фразой, рассказывающей о сошествии Иисуса Христа в ад и его победе над смертью: «Смерть, где твое жало? Ад, где твоя победа? Воскрес Христос — и ты повержен», являюшейся отсылкой к Книге пророка Осии (Ос. 13:14).